# Всемирный день народонаселения

Плотность населения

Всемирный день народонаселения (англ. World Population Day) ежегодно 11 июля отмечается ООН.

## Описание
В 1989 году «Совет управляющих Программы развития Организации Объединённых Наций (ПРООН)» рекомендовал отмечать этот день 11 июля, так как 11 июля 1987 года численность населения Земли превысила 5 млрд человек — в этот день родился Матей Гашпар из СФРЮ, считающийся 5-миллиардным жителем планеты.
Цель этого Дня — привлечь внимание к вопросам народонаселения, программам общего развития, поиску решения общих проблем.

## Тема дня
- 2025 год — «Предоставление молодым людям возможности создавать такие семьи, которые они хотят, в справедливом и полном надежд мире»
- 2022 год — «Люди, а не население»
- 2021 год — «Право выбора — наш ответ»
- 2020 год — «COVID-19: как защитить здоровье и права женщин и девочек в настоящее время»
- 2019 год — Всемирный день народонаселения 2019 г.
- 2018 год — «Планирование семьи - это право человека»
- 2017 год — «Планирование семьи: укрепление потенциала людей, обеспечение развития»
- 2016 год — «Инвестирование в девочек-подростков»
- 2015 год — «Уязвимые группы населения в чрезвычайных ситуациях»
- 2014 год — «Инвестиции в молодежь»
- 2013 год — «Подростковая беременность»
- 2012 год — «Всеобщий доступ к услугам в области репродуктивного здоровья»
- 2011 год — «Семь миллиардов действий»
- 2010 год — «Каждый значим»
- 2009 год — «Борьба с нищетой. Образование для девочек»
- 2008 год — «Планируя семью, вы планируете ваше будущее»
- 2007 год — «Мужчины как партнеры в деле охраны здоровья матери»
- 2006 год — «Молодые люди»
- 2005 год — «Равенство придает силы»
- 2004 год — «Всемирному дню народонаселения — 10 лет»
- 2003 год — «1 миллиард подростков»